# Cases dels Periodistes
Les Cases dels Periodistes són un conjunt de cases del barri barceloní de la Font d'en Fargues.

## Història
La Cooperativa de Periodistes es va acollir a la llei de les Casas Baratas de 1911 i van fer un projecte per construir 70 xalets entre els sectors de la Salut (a Gràcia), de Fargues i de la Mulassa.
El salari que es fixava per poder-se acollir a la llei de les Cases Barates de 1911 era massa baix pels periodistes. La pressió política i social que van fer va aconseguir modificar la llei. El nou reglament fixava 5.000 pessetes anuals com a sou màxim per accedir als beneficis de la llei. Malgrat tot, el grup de la Salut no van aconseguir la qualificació adequada. Els periodistes justificaven que tan digne de protegir era l'obrer de brusa i espardenya com ells que eren obrers que calia que vestissin millor i necessitaven habitatges en consonància.

## Grups

### De la Mulassa
Es van construir vuit xalets entre el carrer Peris Mencheta (llavors passeig Font de la Mulassa) i el carrer Maryland, que als anys vint li fou canviat el nom pel de Marquès de Foronda, president de la Companyia de Tramvies de Barcelona i que havia concedit bitllets de lliure circulació als periodistes perquè es poguessin traslladar de les redaccions dels diaris, a casa seva. Es van inaugurar el 1917.
Encara podem veure en peu i rehabilitades quatre torres a Peris Mencheta, amb una antiga torre d'aigua, i dues al carrer Marquès de Foronda.
L'abastament d'aigua va ser un maldecap constant per als habitants de les torres. Per això es va optar per fer un pou i una torre d'aigua que subministrés a les vuit cases.
Un altre exemple és la Torre Maria, on viuria temporalment Antoni Rovira i Virgili.

### D'en Fargues
El de Fargues va ser el segon grup a construir entre 1918 i 1919 (el primer va ser el de la Mulassa). Es van fer sis xalets:
- al carrer Verdi (actualment, carrer de Pedrell): casa Altimis (existent), casa Garcia-Anné (existent), casa Eduard Solà (ara és una casa de pisos);
- i al carrer Frederic Rahola: la casa Almerich (enderrocada l'abril de 2016), la casa Manuel Miralles (ara és una casa de pisos) i la casa Pérez-Carrasco (és l'escola Petit Príncep).[1]